# Saint-Sauveur-en-Rue
Saint-Sauveur-en-Rue è un comune francese di 1 137 abitanti situato nel dipartimento della Loira della regione dell'Alvernia-Rodano-Alpi.

## Società

### Evoluzione demografica
Abitanti censiti